# Jenny Gal
Jenny Gal, född den 2 november 1969 i Uccle, Belgien, är en nederländsk och därefter italiensk judoutövare.
Hon tog OS-brons i damernas halv mellanvikt i samband med de olympiska judotävlingarna 1996 i Atlanta.